# Сестри Толмачови
Мария и Анастасия Толмачови са руски певици-близначки. Печелят детската „Евровизия“ през 2006 година. Избрани са да представят Русия на „Евровизия 2014“.

## Биография
Родени са на 14 януари 1997 година в Курск. Майка им Марина е учител по музика и първа забелязва таланта на двете си дъщери. От ранна възраст учат в музикално студио „Сверчок“ при Антонина Перфильева. По-късно се преместват в „Джам“ при Елена Рожевина.
Първите им постижения са победите на състезанията „Златна ладия“, „Невски звезди“ и „Съзвездие на младите“. Печелят националната селекция за детската „Евровизия“ на 4 юни 2006 година с песента „Весенний джаз“, написана от самите тях. Подготовката си за песенния конкурс осъществяват заедно с вокалния треньор Наталия Трихлеб. Печелят конкурса на 2 декември 2006 година, което ги прави първите руски победители.
На 8 януари 2007 година е излъчен филм за тях по канал Русия 1. През октомври същата година филмът получава награда „Еразмус Евромедия“ в категорията „най-добър социален проект“. Нареждат се сред личностите на годината. Гостуват на детската „Евровизия 2007“ в Ротердам, където връчват наградата на следващия победител. Участват в церемонията по откриването на фестивала „Славянски базар“, на фестивала „Нова вълна“ в дуети с Тимати и Владимир Винокур, както и в новогодишния мюзикъл „Царството на кривите огледала“, където пеят и в дует с Алла Пугачова. Под името „Половинки“ излиза дебютният им албум.
За периода от 2007 до 2011 година присъстват като гости и на руски селекции за детската „Евровизия“. Пеят на редица концерти в Москва, Курск и други руски градове. През 2009 година стават част от откриващия акт на първи полуфинал на „Евровизия 2009“, проведена в руската столица.
Изявяват желание да представят страната си на „възрастната“ „Евровизия“ скоро след победата си в детската. Желанието им става реалност през 2014 година, когато е оповестено, че ще бъдат руските представители на конкурса. Това ги прави първите победители на детското издание на конкурса, които да участват в това за възрастни.

## Дискография

### Албуми
- Polovinki (2007)

### Сингли
- Весенний джаз (2006)
- Shine (2014)
- Уходи (2014)